# Wilnes Brutus
Wilnes Brutus (13 gennaio 1986) è un ex calciatore seychellese, di ruolo attaccante.